# Домбрувка (Ласький повіт)
Домбрувка (пол. Dąbrówka) — село в Польщі, у гміні Бучек Ласького повіту Лодзинського воєводства.